# صفحه ایران

Eurasian Plate

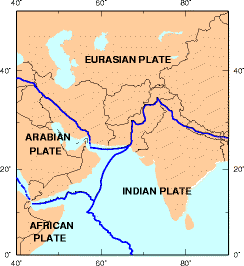
Plate boundaries in Central Asia

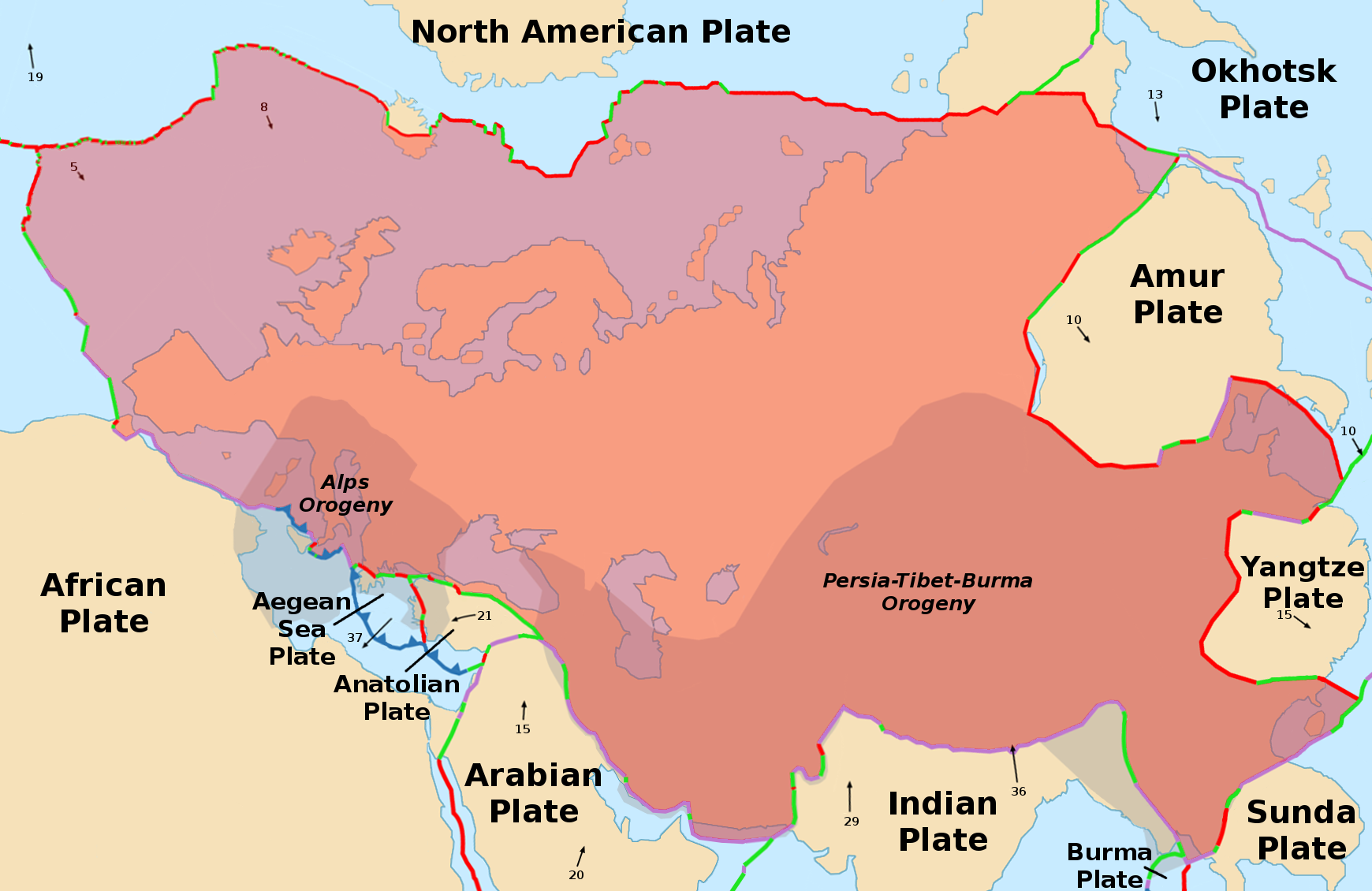
Persia–Tibet–Burma orogeny in Eurasian Plate

صفحهٔ ایران (به انگلیسی: Iranian Plate) صفحهٔ تکتونیکی کوچکی است که با صفحات اوراسیا، عربستان، هند-استرالیا و آدریاتیک-ترکیه-یونان هم‌مرز است و ایران و افغانستان و بخش هایی از پاکستان و عراق را دربرمی گیرد.
دریای تتیس که زمانی تمام ایران را می‌پوشاند در آغاز دورهٔ سنوزوئیک در ۶۵ میلیون سال پیش به خط ناوهای باقیمانده‌ای تقلیل یافته بود که تنها بخشی از آن را هنوز دریا فرا می‌گرفت. از سوی دیگر آنچه که امروزه با عنوان منطقهٔ دریای سرخ-خلیج عدن می‌شناسیم در حال گسترش بیشتری بود. درنتیجهٔ این رویداد، بخشی بزرگ به‌نام صفحهٔ عربستان جدا شد و شروع به حرکت به سمت شمال-شرق نمود، صفحهٔ ایران را به‌شدت فشرد و باعث شد تا کوه‌های زاگرس ارتفاع یابند. این جابجایی صفحه‌ای را حتی امروز نیز در جریان می‌دانند و بیشتر زمین‌لرزه‌های ایران در مرز برخورد این دو صفحه در منطقهٔ زاگرس متمرکز است.
همچنین صفحهٔ ایران در نقطه‌ای جنوبی‌تر در مکران (واقع در جنوب شرقی ایران) با پوسته اقیانوسی برخورد نمود که این پوسته به زیر صفحهٔ ایران رفت. نتیجهٔ این برخورد پدیدآمدن رشته‌کوه‌هایی عظیم بود اما در مقایسه با منطقهٔ زاگرس، فعالیت‌های زمین‌لرزه‌ای کمتری در اینجا وجود دارد.

## صفحه تکنوتیک ایران
۵ صفحه تکتونیکی بزرگ و ۱۲ صفحه تکتونیکی کوچک در جهان وجود دارد که به طور کلی ۱۷ صفحه تکتونیکی را تشکیل می‌دهند. همچنین این صفحات به عنوان صفحات لیتوسفری نیز معروف بوده و حرکت آن‌ها عامل اصلی زمین لرزه‌ها است. به صورت کلی صفحات تکتونیکی به مکانی که در آن قرار دارند نامگذاری می‌شوند. این صفحات به سه دسته بزرگ، جزئی و میکرو تقسیم می‌شوند. هفت صفحه اصلی در دنیا وجود دارد که عبارت از صفحات تکتونیکی آفریقا، قطب جنوب، اوراسیا، هند و استرالیا، آمریکای شمالی، اقیانوس آرام و آمریکای جنوبی هستند. جزایر هاوایی توسط صفحه تکتونیکی اقیانوس آرام ایجاد شده و بزرگترین صفحه تکنوتیکی جهان با مساحت ۱۰۱٬۰۰۹٬۵۳۶/۳۰۳۱ متر مربع است.
صفحه ایرانی، یک صفحه تکتونیکی کوچک است که تصور می‌شود زیربنای ایران و افغانستان و بخش‌هایی از عراق و پاکستان است. این صفحه بین صفحه عربستان در جنوب غربی، صفحه اوراسیا در شمال و صفحه هند در جنوب شرقی فشرده شده است. این فشرده سازی احتمالاً دلیلی برای مناطق بسیار کوهستانی از جمله کوه‌های زاگرس است.

## صفحات تکتونیک ایران و زلزله‌ها
سه صفحه تکتونیکی در ایران وجود دارد که با هم برخورد کرده یا در راستای مرز ایران کشیده شده‌اند. همان طور که گفتیم سطح سفت و سخت بیرونی زمین به قطعاتی تقسیم می‌شود که به صفحات تکتونیکی معروف هستند. این صفحات با سرعت چند سانتیمتر در سال به طور تصادفی در حال حرکت هستند. شبه جزیره عربستان و ایران در صفحات تکتونیکی مجاور و جداگانه‌ای در این منطقه قرار دارند.
برخورد قاره‌ای و عمدتاً شمالی، بین صفحه عربستان و اوراسیا (که ایران را نیز شامل می‌شود) باعث ایجاد کوه‌های زاگرس شده است، زیرا صفحات در حرکت آهسته به هم برخورد می‌کنند. انرژی برخورد نیز به صورت زمین لرزه در خطوط گسل در امتداد یا نزدیک این مرزها آزاد می‌شود. بسیاری از محققان در حال مطالعه این موضوع هستند که چه نسبتی از انرژی برخورد در این منطقه صرف ساخت کوه در مقابل ایجاد زلزله می‌شود.
زلزله شناسان می دانند که کوه‌های زاگرس میزبان خطوط گسل فعال زیادی هستند و تکان‌های زمین ساختی روی این گسل‌ها باعث ایجاد تعداد قابل توجهی زمین لرزه در ایران و عراق می‌شود. در حقیقت تنها در ۱۱ سال گذشته حدود ۲۵٬۰۰۰ زمین لرزه در کوه‌های زاگرس ثبت شده است. اگرچه این زمین لرزه‌ها معمولاً از نظر اندازه کوچک هستند، اما داده‌ها نشان می دهد که هر از چند گاهی حوادث متوسط تا بزرگی نیز رخ می‌دهد که می‌تواند منجر به تخریب قابل توجهی شود.